# Macedo do Mato
Macedo do Mato (ou Macedinho) é uma aldeia portuguesa sede da Freguesia de Macedo do Mato do Município de Bragança, freguesia com 15,54 km² de área e 178 habitantes (censo de 2021), tendo, por isso, uma densidade populacional de  11,5 hab./km².
Fez parte do concelho de Izeda até à sua extinção deste em 1855.

## Demografia
A população registada nos censos foi:
| Ano  | 0-14 Anos | 15-24 Anos | 25-64 Anos | > 65 Anos |
| 2001 | 18        | 28         | 112        | 138       |
| 2011 | 6         | 8          | 76         | 118       |
| 2021 | 1         | 7          | 52         | 118       |

## Património
- Ponte de Frieira
- Pelourinho de Frieira
- Pelourinho de Sanceriz